# 波密叉钩丝壳
波密叉钩丝壳（学名：Sawadaea bomiensis）是属于白粉菌目白粉菌科叉钩丝壳属的一种真菌，寄生在长尾楲上。该种分布于中国。